# Escrita RPA Hmong
O Alfabeto Popular Romanizado (RPA) ou RPA Hmong (ou Alfabeto Romano Popular) é um sistema de Romanização (linguística) usado por vários dialetos da língua hmong. Foi criado no Laos entre 1951 e 1953 por missionários e pelo povo Hamongs e se tornou um dos mais usados sistemas de escrita]] para escrever as diversas língua Hmong no ocidente, É também usado no Sudeste Asiático e na China junto com outros sistemas, principalmente o Pahawh Hmong.

## História
Na província Xiangkhoang, o missionário protestante G. Linwood Barney começou a trabalhar no sistema de escrita com falantes de Mong verde (Mong Leng), Geu Yang e Tua Xiong, entre outros. Ele se consultou com William A. Smalley, um missionário que estudava a língua Khmu na Província de Luang Prabang na época. Ao mesmo tempo, Yves Bertrais, um missionário católico romano em Kiu Katiam e Luang Prabang, estava empreendendo um projeto similar com Chong Yeng Yang e Chue Her Thao. Os dois grupos de trabalho reuniram-se em 1952 e reconciliaram quaisquer diferenças até 1953 para produzir uma versão da escrita..

## Ortografia
O alfabeto foi desenvolvido para escrever os dialetos Hmong Der (em Hmong Branco, RPA:  Hmoob Dawb ) e Mong Leng (Mong Verde-Azul, RPA:  Moob Leeg ). Embora esses dialetos tenham muito em comum, cada um tem sons únicos. Consonantes e vogais encontradas apenas em  Hmong Der ou Mong Verde são codificados em cores. Alguns autores utilizam variantes de grafia. Tal como acontece com Tosk para a albanês, Hmong Der foi arbitrariamente escolhido para ser a variante "padrão".

### Consoantes e vogais
| Oclusivas               | Nasais  | Nasais | Nasais | Nasais   | Oclusivas | Oclusivas  | Oclusivas | Oclusivas | Oclusivas  | Oclusivas | Oclusivas | Oclusivas | Oclusivas | l      | Africadas   | Africadas   |
| Oclusivas               | ny      | n      | m      | ml       | p         | pl         | t         | d         | dl         | r         | c         | k         | q         | l      | tx          | ts          |
| ----------------------- | ------- | ------ | ------ | -------- | --------- | ---------- | --------- | --------- | ---------- | --------- | --------- | --------- | --------- | ------ | ----------- | ----------- |
| Não modificadas         | /ɲ/     | /n/    | /m/    | /mˡ/     | /p/       | /pˡ/       | /t/       | /d/       | /tˡ/       | /ʈ/       | /c/       | /k/       | /q/       | /l/    | /ts/        | /ʈʂ/        |
| Precedente /n/          |         |        |        |          | np /ᵐb/   | npl /ᵐbˡ/  | nt /ⁿd/   |           | ndl /ⁿdˡ/  | nr /ᶯɖ/   | nc /ᶮɟ/   | nk /ᵑɡ/   | nq /ᶰɢ/   |        | ntx /ⁿdz/   | nts /ᶯɖʐ/   |
| Precedente/Seguinte /h/ | hny /ɲ̥/ | hn /n̥/ | hm /m̥/ | hml /m̥ɬ/ | ph /pʰ/   | plh /pɬ/   | th /tʰ/   | dh /dʱ/   | dlh /tɬ/   | rh /ʈʰ/   | ch /cʰ/   | kh /kʰ/   | qh /qʰ/   | hl /ɬ/ | txh /tsʰ/   | tsh /ʈʂʰ/   |
| /n/ e /h/               |         |        |        |          | nph /ᵐbʱ/ | nplh /ᵐbɮ/ | nth /ⁿdʱ/ |           | ndlh /ⁿdɮ/ | nrh /ᶯɖʱ/ | nch /ᶮɟʱ/ | nkh /ᵑɡʱ/ | nqh /ᶰɢʱ/ |        | ntxh /ⁿdzʱ/ | ntsh /ᶯɖʐʱ/ |

- A oclusiva glotal não é indicada na ortografia. As poucas palavras iniciadas com verdadeiras a vogais são indicadas por um apóstrofo, que, portanto, atua como uma consoante zero]].

| Fricativas | Labiais | Labiais | Coronal | Coronal | Coronal | Dorsais | Dorsais | Glotais |
| Fricativas | f       | v       | x       | s       | z       | y       | xy      | h       |
| ---------- | ------- | ------- | ------- | ------- | ------- | ------- | ------- | ------- |
|            | /f/     | /v/     | /s/     | /ʂ/     | /ʐ/     | /ʝ/     | /ç/     | /h/     |

| Vogais | Monotongos | Monotongos | Monotongos | Monotongos | Monotongos | Monotongos | Nasais | Nasais | Nasais | Ditongos | Ditongos | Ditongos | Ditongos | Ditongos |
| Vogais | i          | e          | a          | o          | u          | w          | ee     | aa     | oo     | ai       | aw       | au       | ia       | ua       |
| ------ | ---------- | ---------- | ---------- | ---------- | ---------- | ---------- | ------ | ------ | ------ | -------- | -------- | -------- | -------- | -------- |
|        | /i/        | /e/        | /a/        | /ɔ/        | /u/        | /ɨ/        | /ẽ/    | /ã/    | /ɔ̃/    | /ai/     | /aɨ/     | /au/     | /iə/     | /uə/     |

### Tons
Em RPA se indica o tom por letras escritas no final de uma sílaba  em vez de com diacríticos como os usados na escrita da língua vietnamita ou em pinyin. Ao contrário do vietnamita e do chinês, todas as sílabas de Hmong terminam em uma vogal, o que significa que usar letras consoantes para indicar o tom não será nem confuso nem ambíguo.
| Tone                    | Example           | Representação ortográfica |
| ----------------------- | ----------------- | ------------------------- |
| Alto                    | /pɔ́/ 'bola'       | pob                       |
| Médio                   | /pɔ/ 'spleen'     | po                        |
| Baixo                   | /pɔ̀/ 'thorn'      | pos                       |
| Alto em queda           | /pɔ̂/ 'fêmea'      | poj                       |
| Médio em elevação       | /pɔ̌/ 'arremessar' | pov                       |
| Rangente                | /pɔ̰/ 'ver'        | pom1                      |
| Baixo em queda rangente | /pɔ̤/ 'avó'        | pog                       |

1. /d/ representa uma variante de tom num final de frase – rangente baixo em elevação.